# 九龍巴士70X線
九龍巴士70X線是香港一條已取消的路線，來往上水及觀塘翠屏道。

## 歷史
- 1986年4月7日：上水、粉嶺地區人口大增，對來往九龍的交通有一定需求，因此九巴開辦本路線。本路線並非在當年的路線發展計劃中建議，而是九巴突然提出的。原路線編號為76X。
- 1989年4月17日：來回程不再途經大埔。
- 1990年4月5日：74R線投入服務，來往觀塘（翠屏道）及和合石，減輕70X線在春秋二祭時期的負擔。
- 1992年3月1日：來回程途經華明邨。
- 1992年3月2日：早上繁忙時間往觀塘方向不經華明邨，改為增設特別車70P線不入聯和墟並駛經華明邨。
- 1993年5月9日：70X線所有班次途經華明邨。
- 1996年6月10日：加入空調巴士服務。
- 1996年7月20日：70P線改經百和路（嘉福邨）。
- 1997年7月21日：70P線增設黃昏繁忙時間回程服務，來回程改經粉嶺公路，不經大窩西支路。
- 2003年7月19日：277X線投入服務，取道大老山隧道來往粉嶺及九龍東，以更直接的路線服務乘客。同時，70X線亦作出重組，全日改經百和路（嘉福邨），並以全線空調巴士行走，70P線則停止服務。70X線與277X線增設八達通卡免費轉乘：先後乘搭前往九龍／新界方向的兩條路線，並且在任何一個車站使用同一張八達通卡繳付車資，次程免費。
- 2010年11月，運輸署鑑於接獲市民意見，希望加強清河邨一帶（粉嶺／上水第36區）的對外交通服務，以配合當地人口增長。經多次討論及詳細考慮市民意見、清曉路的交通狀況及改道後對該路線的營運效益等各方面因素後，建議修改九巴第70X線在上水的行車路線，藉此提供一條全日行經粉嶺／上水第36區往返東九龍的巴士路線，讓居民可更方便地往返，並提升九巴第70X線的營運效益。
- 當局建議改道後的九巴70X線往觀塘方向，於離開天平邨途經掃管埔路南行後，先右轉清曉路西行，左轉清河邨巴士總站、右轉清曉路東行、右轉百和路東行後返回原線。而往上水方向於途經百和路西行後，先左轉清曉路西行，左轉清河邨巴士總站、右轉清曉路東行、右轉百和路西行後返回原線，並於清河村巴士總站增設第70X線中途上落客站。
- 70X線於改道後的行車時間及路程分別延長4分鐘及1.2公里，早上繁忙時間班次則由每12分鐘一班修改為每12至13分鐘一班。當局認為，由於該建議屬於輕微改道安排，故不會對現有乘客造成很大的影響。在2010年11月9日的北區區議會交通及運輸委員會會議上，建議獲大部份議員支持而得到通過，於2011年1月24日起實施有關改動，往觀塘方向除增加原有建議的清河邨巴士總站外，更加停清曉路御景峰對出巴士站。[2][3]
- 2013年北區巴士路線發展計劃中，九巴提出取消70X線，並以八達通轉乘優惠及277X線重組以作補償。[4]
- 2013年8月23日：最終班次於凌晨30分從上水巴士總站駛出，一批巴士迷紛紛到來乘搭，車廂瞬間擠滿人群，他們沿途不斷合照，又仔細地攝影電子告示牌、座椅及巴士埋站的情況以作紀念，巴士於凌晨1時45分抵達觀塘翠屏巴士總站後，巴士迷仍然不欲下車，需要由站長高聲提醒後才徐徐下車。此外，逾70名巴士迷在觀塘翠屏巴士總站等候此班次及拍照。
- 2013年8月24日：第二階段北區路線重組實施，本線停辦[5]，往來彩虹以東的服務由277E、277P、74C、74D及277X取代，往來新蒲崗以西的服務則以公共交通接駁替代[6]。

## 服務時間及班次
| 上水開           | 上水開      | 上水開       | 觀塘（翠屏道）開 | 觀塘（翠屏道）開 | 觀塘（翠屏道）開 |
| 服務日期         | 服務時間    | 班次（分鐘） | 服務日期         | 服務時間         | 班次（分鐘）     |
| ---------------- | ----------- | ------------ | ---------------- | ---------------- | ---------------- |
| 星期一至六       | 05:30-07:00 | 20/25        | 星期一至六       | 05:40-07:30      | 20/25            |
| 星期一至六       | 07:00-08:07 | 12-15        | 星期一至六       | 07:30-09:30      | 15               |
| 星期一至六       | 08:07-08:25 | 18           | 星期一至六       | 09:30-12:20      | 20/25            |
| 星期一至六       | 08:25-12:15 | 20/25        | 星期一至六       | 12:20-18:15      | 15-18            |
| 星期一至六       | 12:15-17:00 | 15           | 星期一至六       | 18:15-21:20      | 20/25            |
| 星期一至六       | 17:00-21:10 | 20/25        | 星期一至六       | 21:20-22:50      | 15               |
| 星期一至六       | 21:10-22:25 | 15           | 星期一至六       | 22:50-00:30      | 20               |
| 星期一至六       | 22:25-00:30 | 20/25        |                  |                  |                  |
| 星期日及公眾假期 | 05:30-07:10 | 20           | 星期日及公眾假期 | 05:40-07:00      | 20               |
| 星期日及公眾假期 | 07:10-08:40 | 15           | 星期日及公眾假期 | 07:00-08:45      | 15               |
| 星期日及公眾假期 | 08:40-11:40 | 20/25        | 星期日及公眾假期 | 08:45-11:30      | 20/25            |
| 星期日及公眾假期 | 11:40-17:10 | 15           | 星期日及公眾假期 | 11:30-17:00      | 15               |
| 星期日及公眾假期 | 17:10-21:05 | 20/25        | 星期日及公眾假期 | 17:00-20:30      | 20/25            |
| 星期日及公眾假期 | 21:05-23:05 | 15           | 星期日及公眾假期 | 20:30-23:00      | 15               |
| 星期日及公眾假期 | 23:05-00:30 | 20/25        | 星期日及公眾假期 | 23:00-00:30      | 20/25            |

## 收費
- 全程收費：$14.9
  - 過獅子山隧道後往觀塘（翠屏道）：$6.1
  - 大窩西支路往上水：$6
  - 和興村往上水：$4.5

| - 本線設有12歲以下小童及65歲或以上長者半價優惠。 - 65歲或以上香港居民使用「樂悠咭」，以及12歲以下合資格殘疾兒童使用「殘疾人士身份」個人八達通繳付車資，均可享有每程$2.0或半價（以較低者為準）的票價優惠；12至64歲合資格殘疾人士使用「殘疾人士身份」個人八達通（包括「樂悠咭」），以及60至64歲香港居民使用「樂悠咭」繳付車資，均可享有每程$2.0或全費（以較低者為準）的票價優惠。 - 65歲或以上長者如使用長者或一般個人八達通繳付車資，則只可享有半價優惠；12至64歲合資格殘疾人士如不使用「殘疾人士身份」個人八達通，以及60至64歲人士如不使用「樂悠咭」繳付車資，必須繳付全費。 - 乘客可以現金或八達通於上車時付款，不設找續。 - 每位成人乘客可免費攜帶最多兩名4歲以下而不佔座位的兒童乘客乘車，超額之4歲以下小童必須繳付小童車費乘車。 - 持有「九巴月票」之乘客在車票有效期內，每日可享最多10程任何九龍巴士及龍運巴士路線（包括本路線，以及聯營路線的九龍巴士／龍運巴士提供的班次；惟乘搭機場「A」及「NA」線則可享原價二七折優惠（不會計算每天10次合資格車程））；而B1線則每日可享最多各2程（不會計算每天10次合資格車程）。 - 九龍巴士、城巴、龍運巴士及陽光巴士全職員工及家屬（不包括外判職員）可免費乘搭本路線，惟必須拍職員或職員家屬八達通。 - 乘客亦可透過多元化電子支付系統（e度嘟）繳付車資，包括使用非接觸式VISA卡、JCB卡、萬事達卡、銀聯卡、美國運通、大來國際、Discover Card、Apple Pay、Google Pay、Samsung Pay、AlipayHK「易乘碼」、支付寶、WeChatHK／微信支付「搭車碼」、銀聯雲閃付「乘車碼」及BOC Pay「乘車碼」。乘客使用此付款方式，使用此支付方式的乘客可享有中途下車之分段收費，以及與其他九巴／龍運獨營路線或聯營線九巴／龍運班次之轉乘優惠，惟不適用於與非九巴／龍運路線之轉乘優惠，亦不能享有「公共交通費用補貼計劃」及「長者及合資格殘疾人士公共交通票價優惠計劃」。 |

### 八達通轉乘優惠
1. 由本路線往觀塘方向於上車後2.5小時內轉乘277X往平田方向，或由本路線往上水方向轉乘277X往聯和墟方向，次程免費。
2. 由277X往聯和墟方向於上車後2.5小時內轉乘本路線往上水方向，或由277X往平田方向於上車後2.5小時內轉乘本路線往觀塘方向，次程免費。
3. 由本路線於上車後2.5小時內轉乘70K、73K、78K、79K、91、91M、92、98A、296A，或由上述路線轉乘本路線，次程可獲$4的折扣優惠，若次程路線車費低於或等於$4，則免費轉車。
4. 由本路線往觀塘方向於上車後2.5小時內轉乘2F、3M、3P、13M、14B、14C、15A、16M、23M、29M、211，或由上述路線轉乘本路線往上水方向，次程可獲$4（空調巴士）的折扣優惠，若次程路線車費低於或等於$4，則免費轉車。

#### 獅子山隧道轉乘優惠計劃
| 第一程／第二程路線 | 第二程優惠車資              | 時限    |
| --- | --------------------------- | ------- |
| 72X、74A、80／80A／80P、80M、81C／281B／281X、 85、85A、85B、86、86A、86C、87B、87D／87E、 89、89B、270A／270C、271／271B／271P、281A | 成人：$4.2 小童／長者：$2.1 | 150分鐘 |

注意事項：

- 乘客可於各個可接駁第二程路線的巴士站轉車。
- 轉乘優惠不適用於轉乘同一路線或用"/"劃分的組別之路線。

官方網頁：請按此

## 使用車輛
開辦初期，由九巴屯門廠及九龍灣廠負責派車行走，前者使用利蘭勝利二型（G）為主力，後者則派出丹尼士喝采巴士（N）。1993年至1994年間，屯門廠首次為本線改派11米三軸巴士，但為時不長。1995年，屯門廠再度為本線派出11米三軸巴士行走，同時舊有主力的退役期來臨，兩廠增派11米巴士之餘，亦加入空調巴士行走，當時用車是丹尼士巨龍9.9米（ADS）。
本線客量與北區人口同告上升，加上利蘭勝利二型和丹尼士喝采巴士進入退役高峰期，本線於1997年完成更換派車的程序，全線被換入11米或以上的巴士行走。用車的型號多元化，非空調巴士有丹尼士巨龍11米（S3N）、利蘭奧林比安11米（S3BL）和都城嘉慕11米（S3M），空調巴士也有丹尼士巨龍11米（AD）和利蘭奧林比安11米（AL）的份兒，而另一品牌富豪奧林比安11米（AV）亦包括在內。全線派出空調巴士行走前，則加入了被戲稱「一代車皇」的平治O305巴士（ME）和「超時代巴士」Neoplan Centroliner（AP），亦有以「柯打」身份行走本線）。
從前，觀塘道東行經常出現的交通擠塞，以及途經和合石墳場一帶，亦造就了不少特別派車。脫班時，會與觀塘（翠屏道）巴士總站的另一條路線11B線臨時調換派車，作為維持班次穩定之良策，由1980年代的利蘭珍寶巴士（D），至現代的丹尼士三叉戟三型12米巴士（ATR）也曾被派往本線作短暫行走。清明節和重陽節更是本線的客量高峰期，一些載客量高的巴士型號，如丹尼士巨龍12米（3N）、利蘭奧林比安12米（3BL）非空調巴士及丹尼士巨龍12米（3AD）空調巴士，亦曾作出支援。
車身廣告亦提高了注目程度。本線從1990年代起，本線部分派車的車身被披上不同種類的廣告，更見奪目之餘，亦成為該車的標記。廣告內容包羅萬有，計有電訊、房地產、金融服務、交通、餐飲、家庭日用品、公益廣告等種類。而九巴用以宣傳自家產品和概念的廣告，也曾在本線車身出現。時至今日，巴士車身廣告形象百變，大部份款式、帶有不同類型產品和概念的廣告均可在本線車身找到。
2007年7月，被指不適宜行走長途路線的Neoplan Centroliner 12米（AP）巴士，被當時負責本線派車的屯門車廠和九龍灣廠以富豪超級奧林比安 12米（3ASV）取而代之，成為本線常用車型。
2009年3月起，本線改由九巴沙田車廠及九龍灣廠負責派車行走。取消前獲派共13輛雙層空調巴士，包括2輛富豪奧林比安11米（AV）、3輛富豪超級奧林比安12米（3ASV）及8輛丹尼士三叉戟12米（ATR）。本線取消後，所有低地台用車（除ATR185/JE2422）均由277X線接收，現時全部車輛均已退役。
| 車隊編號 | 車牌   |
| -------- | ------ |
| AV312    | HL8354 |
| AV320    | HL9314 |
| ATR7     | HV7287 |
| ATR44    | HX6756 |
| ATR91    | HZ 673 |
| ATR105   | HZ7309 |
| ATR114   | HZ7361 |
| ATR123   | JA2216 |
| ATR174   | JE1436 |
| ATR185   | JE2422 |
| 3ASV102  | JV2966 |
| 3ASV245  | KG4055 |
| 3ASV411  | KR6863 |

## 客量
由開辦至2003年7月19日277X線開辦前，本線曾成為除鐵路以外由上水往返東九龍的交通選擇。當時本線客量高峰到要分拆輔助線70P才能分擔客量及暫時解決本線服務地區多而改變得慢的走線，但由於過份迂迴，只有粉嶺南以及大窩西支路有較多客源支持，其餘北區居民則大多使用當時的九廣東鐵及地鐵觀塘綫往返東九龍。直至277X線開辦後，相比之下本線的走線顯得迂迴(單單駛經整個北區至少花超過半小時)，使本線在粉嶺南及聯和墟客源大幅流失；加上兩鐵合併後上水、粉嶺往返樂富、黃大仙的收費大幅下調，及收費比277X線更貴（本線收費為$14.9，黃大仙亦不設分段收費；但277X線收費當時只需$14.2，回程於大老山設分段收費，乘客可以更便宜的車費返回華明），乘客感到很不划算，使本線客量進一步下降，在本線取消前，本線的乘客只靠大窩西支路的零星村屋居民（以長者為主）支持。
九巴及運輸署於2013-14年巴土路線發展計劃中提出本線與277X線合併，由後者加密班次及平日早上往市區方向班次，分拆為聯和墟線（不經華明）及華明線，不提供直達黃大仙的服務，落實時間為2013年8月24日。
根據2013-14年巴士路線發展計劃資料顯示，此路線每日平均客量約4900人次，繁忙時間載客率僅為45%。

## 行車里數及時間
- 全程行車里數：40.4公里
- 全程行車時間：約94分鐘

## 行車路線
上水開經：龍運街、新運路、新豐路、寶運路、寶石湖路、馬會道、掃管埔路、百和路、清曉路、清河邨公共運輸交匯處、清曉路、百和路、華明路、雷鳴路、華明巴士總站、雷鳴路、偉明街、百和路、一鳴路、華明路、和興路、大窩西支路、林錦公路交匯處、吐露港公路、大埔公路－沙田段、沙田路＃、獅子山隧道公路、獅子山隧道、龍翔道、蒲崗村道、彩虹道、彩虹通道、太子道東、觀塘道及翠屏道。
觀塘（翠屏道）開經：翠屏道、鯉魚門道、偉發道、茶果嶺道、鯉魚門道、觀塘道、龍翔道、斧山道、彩虹道、新蒲崗公共交通總站、彩虹道、斧山道、龍翔道、獅子山隧道、獅子山隧道公路、沙田路、大埔公路－沙田段、吐露港公路、林錦公路交匯處、大窩西支路、和興路、華明路、一鳴路、百和路、華明路、雷鳴路、華明巴士總站、雷鳴路、偉明街、百和路、置福圍、百和路、清曉路、清河邨公共運輸交匯處、清曉路、百和路、掃管埔路、馬會道、寶石湖路、寶運路、新豐路、龍琛路、龍運街及新運路

### 沿線車站
| 上水開 | 上水開                 | 上水開                 | 觀塘（翠屏道）開 | 觀塘（翠屏道）開       | 觀塘（翠屏道）開       |
| ------ | ---------------------- | ---------------------- | ---------------- | ---------------------- | ---------------------- |
| 車站   | 車站名稱               | 位置                   | 車站             | 車站名稱               | 位置                   |
| 1      | 上水巴士總站           | 上水巴士總站           | 1                | 觀塘（翠屏道）巴士總站 | 觀塘（翠屏道）巴士總站 |
| 2      | 石湖墟郵政局           | 寶石湖路               | 2                | 翠屏邨翠梓樓           | 翠屏道                 |
| 3      | 上水圍                 | 寶石湖路               | 3                | 觀塘游泳池             | 翠屏道                 |
| 4      | 翠麗花園               | 馬會道                 | 4                | 成業街休憩公園         | 茶果嶺道               |
| 5      | 北區運動場             | 馬會道                 | 5                | 駿業里                 | 觀塘道                 |
| 6      | 天平邨天明樓           | 馬會道                 | 6                | 創紀之城               | 觀塘道                 |
| 7      | 清河邨                 | 清河邨巴士總站         | 7                | 定富街                 | 觀塘道                 |
| 8      | 御景峰                 | 清曉路                 | 8                | 牛頭角下邨             | 觀塘道                 |
| 9      | 欣翠花園               | 百和路                 | 9                | 德福花園               | 觀塘道                 |
| 10     | 嘉盛苑                 | 百和路                 | 10               | 九龍灣站               | 觀塘道                 |
| 11     | 基新中學               | 百和路                 | 11               | 啟泰苑                 | 觀塘道                 |
| 12     | 粉嶺鐵路站             | 百和路                 | 12               | 彩虹邨紅萼樓           | 龍翔道                 |
| 13     | 景盛苑                 | 百和路                 | 13               | 四美街                 | 新蒲崗公共交通總站     |
| 14     | 華心邨                 | 百和路                 | 14               | 鑽石山站               | 龍翔道                 |
| 15     | 華明邨                 | 華明巴士總站           | 15               | 黃大仙中心             | 龍翔道                 |
| 16     | 欣盛苑                 | 百和路                 | 16               | 摩士公園泳池           | 龍翔道                 |
| 17     | 牽晴間                 | 一鳴路                 | 17               | 天馬苑                 | 龍翔道                 |
| 18     | 和興村                 | 和興路                 | 18               | 圍頭村                 | 大窩西支路             |
| 19     | 和興路                 | 和興路                 | 19               | 中心圍                 | 大窩西支路             |
| 20     | 何家園                 | 大窩西支路             | 20               | 泰亨                   | 大窩西支路             |
| 21     | 九龍坑                 | 大窩西支路             | 21               | 大窩                   | 大窩西支路             |
| 22     | 南華莆                 | 大窩西支路             | 22               | 南華莆                 | 大窩西支路             |
| 23     | 大窩                   | 大窩西支路             | 23               | 九龍坑                 | 大窩西支路             |
| 24     | 泰亨                   | 大窩西支路             | 24               | 何家園                 | 大窩西支路             |
| 25     | 中心圍                 | 大窩西支路             | 25               | 和合石新村             | 和興路                 |
| 26     | 圍頭村                 | 大窩西支路             | 26               | 和興村                 | 和興路                 |
| 27     | 天馬苑                 | 龍翔道                 | 27               | 正覺蓮社學校           | 一鳴路                 |
| 28     | 龍翔官立中學           | 龍翔道                 | 28               | 景盛苑                 | 百和路                 |
| 29     | 黃大仙站               | 龍翔道                 | 29               | 華心邨                 | 百和路                 |
| 30     | 沙田坳道               | 龍翔道                 | 30               | 華明邨                 | 華明巴士總站           |
| 31     | 四美街                 | 彩虹道                 | 31               | 欣盛苑                 | 百和路                 |
| 32     | 彩虹邨碧海樓           | 彩虹通道               | 32               | 蓬瀛仙館               | 百和路                 |
| 33     | 啟業邨                 | 觀塘道                 | 33               | 基新中學               | 百和路                 |
| 34     | 九龍灣站               | 觀塘道                 | 34               | 粉嶺置福圍             | 置福圍                 |
| 35     | 牛頭角下邨             | 觀塘道                 | 35               | 嘉盛苑                 | 百和路                 |
| 36     | 觀塘道休憩處           | 觀塘道                 | 36               | 華慧園                 | 百和路                 |
| 37     | 牛頭角站               | 觀塘道                 | 37               | 清河邨巴士總站         | 清河邨巴士總站         |
| 38     | 創紀之城               | 觀塘道                 | 38               | 順欣花園               | 馬會道                 |
| 39     | 觀塘游泳池             | 翠屏道                 | 39               | 符興街                 | 馬會道                 |
| 40     | 翠屏邨翠柏樓           | 翠屏道                 | 40               | 寶石湖路               | 寶石湖路               |
| 41     | 觀塘（翠屏道）巴士總站 | 觀塘（翠屏道）巴士總站 | 41               | 石湖墟郵政局           | 新豐路                 |
|        |                        |                        | 42               | 上水巴士總站           | 上水巴士總站           |

## 重大事件
- 2011年7月12日：一輛行走本線往觀塘的富豪超級奧林比安12米巴士（3ASV102／JV2966）駛至港鐵牛頭角站對開巴士站上落客時，車長與另一名同為70X線之車長爭執，該班巴士返抵總站後其中一人涉向對方「放飛劍」，對方揮拳還擊，兩人涉嫌襲擊被警方拘捕。事後，九巴發言人表示，該兩名車長分別於八十及九十年代入職，由於兩人涉嫌打鬥，違反公司守則，將會傳召他們解釋，同時會向目擊者索取資料，再決定如何處理。
- 2012年8月3日：一輛行走本線往觀塘的丹尼士三叉戟三型12米巴士（ATR114／HZ7361）於獅子山隧道管道內冒煙並一度出現火花，車長獲悉後立刻將巴士停下，並疏散車上乘客，再以滅火筒自行灌救，無人受傷。
- 2013年3月31日：一輛行走本線往觀塘的丹尼士三叉戟三型12米巴士（ATR91／HZ673）於獅子山隧道公路，大圍紅梅谷對開因閃避石塊而失控剷上路邊花槽石壆，車身傾斜並幾乎翻側，4人受傷。
- 2013年5月12日：一輛行走本線往觀塘的富豪超級奧林比安12米巴士（3ASV400／KR4304）在大窩西支路與一輛七人車相撞，七人車上一名5歲女童死亡，另4人受傷，包括兩車司機。

## 停辦
為配合北區成為首個「區域性重組巴士路線」模式的地區，北區對外路線計劃於2013年作大型重組，其中建議本線取消服務，並加強277X線的服務。由於引發區內的爭議，九巴後來建議開辦繁忙時段特別路線277E線及277P線，來往上水天平邨及藍田，並取道大老山隧道，以取代本線。
上述建議連同其他重組方案已於2013年7月8日於北區區議會通過，此線於2013年8月24日取消服務。

## 參看
- 九龍巴士特快巴士路線